# Campionati del mondo di atletica leggera 2015 - Lancio del disco femminile
La gara del lancio del disco femminile dei Campionati del mondo di atletica leggera 2015 si è svolta interamente il 22 agosto.

## Podio
| Pos.    | Atleta          | Nazionalità | Misura  |
| ------- | --------------- | ----------- | ------- |
| Oro     | Denia Caballero | Cuba        | 69,28 m |
| Argento | Sandra Perković | Croazia     | 67,39 m |
| Bronzo  | Nadine Müller   | Germania    | 65,53 m |

## Situazione pre-gara

### Record
Prima di questa competizione, il record del mondo e il record dei campionati erano i seguenti.
| Record                | Prestazione | Atleta                        | Data                                       | Competizione              |
| --------------------- | ----------- | ----------------------------- | ------------------------------------------ | ------------------------- |
| Record mondiale       | 76,80 m     | Gabriele Reinsch Germania Est | 7 luglio 1988 Neubrandenburg, Germania Est |                           |
| Record dei campionati | 71,62 m     | Martina Hellmann Germania Est | 31 agosto 1987 Roma, Italia                | Campionati del mondo 1987 |

### Campionesse in carica
Le campionesse in carica, a livello mondiale e olimpico, erano:
| Campionessa | Atleta                  | Prestazione | Data                              | Competizione               |
| ----------- | ----------------------- | ----------- | --------------------------------- | -------------------------- |
| Olimpico    | Sandra Perković Croazia | 69,11 m     | 4 agosto 2012 Londra, Regno Unito | Giochi della XXX Olimpiade |
| Mondiale    | Sandra Perković Croazia | 67,99 m     | 11 agosto 2013 Mosca, Russia      | Mondiali 2013              |

### La stagione
Prima di questa gara, le atlete con le migliori tre prestazioni dell'anno erano:
| Pos. | Atleta                  | Prestazione | Data                            |
| ---- | ----------------------- | ----------- | ------------------------------- |
| 1    | Denia Caballero Cuba    | 70,65 m     | 20 giugno 2015 Bilbao, Spagna   |
| 2    | Sandra Perković Croazia | 70,08 m     | 8 marzo 2015 Spalato, Croazia   |
| 3    | Yaime Pérez Cuba        | 67,13 m     | 9 luglio 2015 Losanna, Svizzera |

## Risultati

### Qualificazioni
Le atlete che superano 63.00m (Q) o le migliori 12 misure (q) si qualificano per la finale.
| Pos | Gruppo | Atleta                    | Paese         | 1ª prova | 2ª prova | 3ª prova | Risultato | Note |
| --- | ------ | ------------------------- | ------------- | -------- | -------- | -------- | --------- | ---- |
| 1   | A      | Denia Caballero           | Cuba          | 65.15    |          |          | 65.15     | Q    |
| 2   | B      | Sandra Perković           | Croazia       | 58.95    | 64.51    |          | 64.51     | Q    |
| 3   | B      | Nadine Müller             | Germania      | 64.39    |          |          | 64.39     | Q    |
| 4   | A      | Julia Fischer             | Germania      | 63.38    |          |          | 63.38     | Q    |
| 5   | B      | Yaime Pérez               | Cuba          | x        | 61.79    | 62.93    | 62.93     | q    |
| 6   | A      | Shanice Craft             | Germania      | 62.73    | x        | x        | 62.73     | q    |
| 7   | B      | Gia Lewis-Smallwood       | Stati Uniti   | 62.04    | 60.28    | –        | 62.04     | q    |
| 8   | A      | Dani Samuels              | Australia     | x        | 61.87    | 62.01    | 62.01     | q    |
| 9   | B      | Mélina Robert-Michon      | Francia       | 60.23    | 57.93    | 61.78    | 61.78     | q    |
| 10  | A      | Su Xinyue                 | Cina          | 61.04    | 60.70    | 61.68    | 61.68     | q    |
| 11  | A      | Whitney Ashley            | Stati Uniti   | 60.88    | x        | 60.18    | 60.88     | q    |
| 12  | B      | Natalia Semenova          | Ucraina       | 59.96    | 60.72    | 57.74    | 60.72     | q    |
| 13  | A      | Zinaida Sendriūtė         | Lituania      | 60.33    | x        | 55.22    | 60.33     |      |
| 14  | B      | Shelbi Vaughan            | Stati Uniti   | 60.24    | x        | 57.38    | 60.24     |      |
| 15  | A      | Yelena Panova             | Russia        | 60.21    | 57.52    | 55.69    | 60.21     |      |
| 16  | B      | Tan Jian                  | Cina          | 59.84    | x        | x        | 59.84     |      |
| 17  | B      | Yekaterina Strokova       | Russia        | x        | x        | 59.32    | 59.32     |      |
| 18  | A      | Te Rina Keenan            | Nuova Zelanda | 57.11    | 59.20    | 58.79    | 59.20     |      |
| 19  | A      | Andressa de Morais        | Brasile       | 55.85    | x        | 59.08    | 59.08     |      |
| 20  | B      | Dragana Tomašević         | Serbia        | 56.70    | 57.48    | 58.98    | 58.98     |      |
| 21  | A      | Lu Xiaoxin                | Cina          | x        | 58.12    | 58.55    | 58.55     |      |
| 22  | B      | Karen Gallardo            | Cile          | 55.96    | 58.32    | 55.50    | 58.32     |      |
| 23  | B      | Chrysoula Anagnostopoulou | Grecia        | 55.23    | 58.20    | x        | 58.20     |      |
| 24  | A      | Sabina Asenjo             | Spagna        | 57.56    | x        | 58.04    | 58.04     |      |
| 25  | A      | Yuliya Maltseva           | Russia        | 57.08    | 57.03    | x        | 57.08     |      |
| 26  | B      | Fernanda Martins          | Brasile       | 56.74    | x        | 56.26    | 56.74     |      |
| 27  | A      | Sanna Kämäräinen          | Finlandia     | 56.68    | 53.19    | x        | 56.68     |      |
| 28  | A      | Rocío Comba               | Argentina     | x        | 56.11    | x        | 56.11     |      |
| 29  | B      | Subenrat Insaeng          | Thailandia    | 50.20    | 55.14    | x        | 55.14     |      |
| 30  | B      | Siositina Hakeai          | Nuova Zelanda | 54.89    | x        | x        | 54.89     |      |
| 31  | B      | Irina Rodrigues           | Portogallo    | x        | 48.10    | 52.82    | 52.82     |      |

### Finale
| Pos.   | Atleta               | Nazionalità | 1ª prova | 2ª prova | 3ª prova | 4ª prova | 5ª prova | 6ª prova | Misura | Note |
| ------ | -------------------- | ----------- | -------- | -------- | -------- | -------- | -------- | -------- | ------ | ---- |
| center | Denia Caballero      | Cuba        | 69.28    | 63.83    | x        | 65.97    | 66.55    | 66.58    | 69.28  |      |
| center | Sandra Perković      | Croazia     | x        | 65.35    | x        | 65.37    | x        | 67.39    | 67.39  |      |
| center | Nadine Müller        | Germania    | 65.53    | x        | 60.85    | x        | x        | 62.67    | 65.53  |      |
| 4      | Yaime Pérez          | Cuba        | x        | 62.63    | 59.63    | 64.60    | 64.31    | 65.46    | 65.46  |      |
| 5      | Julia Fischer        | Germania    | 63.88    | x        | x        | 59.22    | x        | 63.19    | 63.88  |      |
| 6      | Dani Samuels         | Australia   | 53.65    | 62.90    | 63.08    | 63.14    | 61.48    | 62.31    | 63.14  |      |
| 7      | Shanice Craft        | Germania    | 61.80    | 61.72    | 61.46    | 59.23    | 63.10    | 62.86    | 63.10  |      |
| 8      | Su Xinyue            | Cina        | 62.90    | 62.58    | 58.47    | 61.56    | 62.33    | 62.61    | 62.90  |      |
| 9      | Whitney Ashley       | Stati Uniti | x        | 56.91    | 61.05    |          |          |          | 61.05  |      |
| 10     | Mélina Robert-Michon | Francia     | 59.25    | 60.92    | 59.89    |          |          |          | 60.92  |      |
| 11     | Gia Lewis-Smallwood  | Stati Uniti | x        | 60.55    | 59.02    |          |          |          | 60.55  |      |
| 12     | Natalia Semenova     | Ucraina     | 57.94    | 59.54    | 54.97    |          |          |          | 59.54  |      |